# Žirče
Žirče (cirill betűkkel Жирче) település Szerbiában, a Raškai körzet Tutini községében.

## Népesség
- 1948-ban 278 lakosa volt.
- 1953-ban 305 lakosa volt.
- 1961-ben 254 lakosa volt.
- 1971-ben 374 lakosa volt.
- 1981-ben 411 lakosa volt.
- 1991-ben 362 lakosa volt.
- 2002-ben 370 lakosa volt,[1] akik közül 368 bosnyák (99,45%), 1 muzulmán (0,27%) és 1 szerb (0,27%).[2]